# Pierre-Emile-Gabriel Piquet
Pierre-Emile-Gabriel Piquet, francoski general, * 1881, † 1969.